# Nicolás Cajg
Nicolás Alberto Cajg (Buenos Aires, 22 de noviembre de 1978), más conocido como Cayetano, es un periodista deportivo y presentador de televisión y radio argentino. Actualmente trabaja en Directv Sports conduciendo Vamos a la Caye, en Radio Metro (95.1 FM) y Radio La Red (AM 910). Es hermano de la periodista y actriz Julieta Cajg.

## Biografía
Cayetano nació en Buenos Aires en 1978 y se crio en el barrio porteño de Villa Crespo. Después de haber estudiado periodismo deportivo y de integrar el personal de una revista de fútbol que no tuvo suerte en el mercado, se vio a sí mismo trabajando donde no quería: en el todo por dos pesos de su papá. Luego comenzó su carrera como relator radial de la campaña de Club Atlético Atlanta, club del cual es simpatizante.[cita requerida]
Desde 2002 hasta 2020 condujo junto a Andy Kusnetzoff, el programa radial Perros de la calle por Radio Metro (95.1 FM).
Entre enero y marzo de 2011 condujo el programa Verano en Fox Sports. Luego se convirtió en panelista de PM, y posteriormente en AM, Antes del Mediodía, hasta finales de ese año. Ese mismo año cubrió para la cadena Telefe la Copa América 2011. 
En enero de 2013 conduce el programa Arena mix, emitido por la cadena Fox Sports. Fue conductor de "El Magazine" por Radio La Red. Durante el 2015 participó junto a su hermana en la versión colombiana del programa de telerrealidad "Escuela para maridos", emitido por Fox Life.
En enero de 2017, hizo su debut teatral como vedette masculino en la ciudad balnearia de Mar del Plata, participando en "Una obra en construcción" del escritor argentino Hernán Casciari.
El 28 de julio de 2017, confesó en Perros de la calle que a causa de su adicción al juego, llegó a perder un departamento que le había regalado su abuela; a partir de ese momento buscó tratamiento para su adicción y logró una recuperación desde la cual, hasta la actualidad, se encuentra en constante autovigilancia para controlar los impulsos que llevan a la ludopatía y los comportamientos compulsivos.